# 舍夫德
舍夫德（瑞典語：Skövde）是瑞典西约塔兰省舍夫德市镇的城区，位于维纳恩湖和韦特恩湖之间，面积20.31平方公里，人口近四万，整个市镇的人口为5.7万。